# Минкин, Лазарь Моисеевич
Лазарь Моисеевич Минкин (03.06.1924 — 13.05.2003) — советский и российский геолог, первооткрыватель Нерюнгринского угольного месторождения. Лауреат Государственной премии СССР.

## Биография
Родился в г. Конотоп Конотопского уезда Черниговской губернии (ныне — Сумская область Украины). Во время войны работал на Средне-Уральском механическом заводе: чернорабочий, фрезеровщик, термист, техник-технолог.
Окончил Свердловский горный институт по специальности «Разведка месторождений» (1950).
Послужной список:
- 1950—1960 Южно-Якутская ГРЭ Якутского геологического управления — геолог, старший геолог, начальник геологосъемочных, тематических, картосоставительских партий. Первооткрыватель Нерюнгринского угольного месторождения (1952).
- 1960—1978 Уральская комплексная тематическая (с 1964 г. геолого-съемочная) экспедиция Уральского ГУ — старший геолог тематической партии по Восточному Зауралью, начальник партии по метаморфизму горных пород, старший геолог тематической партии региональной геологии Урала.
- 1978—1982 на пенсии по инвалидности (II группа).
- 1982—1983 Исетская геологоразведочная партия объединения «Уралкварцсамоцветы» — промывальщик проб.
- 1988—1991 Центральная геологопоисковая партия Уральской геологосъемочной партии — геолог.
- 1991—1993 Государственное научно-производственное предприятие «Рифт» — геолог.

С 1993 года на пенсии.
Умер 13 мая 2003 года в Екатеринбурге, похоронен на Широкореченском кладбище.

## Признание
В октябре 1982 года в числе коллектива из 11 человек удостоен Государственной премии СССР «За создание угольной минерально-сырьевой базы Южно-Якутского территориально-производственного комплекса».
Награждён медалью «За доблестный труд в Великой Отечественной войне 1941—1945 гг.» и нагрудным знаком «Первооткрыватель месторождения» (1976).